# Əliabbas Rzazadə
Əliabbas Rzazadə (ur. 21 maja 1998) – azerski zapaśnik startujący w stylu wolnym. Olimpijczyk z Paryża 2024, gdzie zajął jedenaste miejsce w kategorii do 57 kg. Trzynasty na mistrzostwach świata w 2022 roku.
Złoty medalista mistrzostw Europy w 2023 i srebrny w 2022. Brązowy medalista igrzysk solidarności islamskiej w 2021. 
Mistrz świata U-23 w 2021. Drugi na ME U-23 w 2021. Trzeci na MŚ juniorów w 2016, a także na ME juniorów w 2016 i 2018 roku.